# Orville-Küste
Koordinaten: 76° S, 66° W
Die Orville-Küste (in Chile Acantilados Orville ‚Orville-Klippen‘) ist ein Küstenabschnitt westlich des Filchner-Ronne-Schelfeises an der Küste des westantarktischen Ellsworthland, der sich zwischen dem Kap Adams und dem Kap Zumberge befindet. Im Süden schließt sich die Zumberge-Küste an, und im Norden die Lassiter-Küste.
Entdeckt wurde die Küste bei der Ronne Antarctic Research Expedition (1947–1948) unter der Leitung des US-amerikanischen Polarforschers Finn Ronne. Dieser benannte sie nach Captain Howard Thomas Orville (1901–1960), Leiter des Naval Aerological Service, welcher maßgeblich für die Ausarbeitung des meteorologischen Programms der Expedition verantwortlich war.